# Morirai a mezzanotte (film 1947)
Morirai a mezzanotte è un film del 1947, diretto dal regista Anthony Mann.

## Trama
Falsamente accusato di furto, Steve, un camionista, avverte la polizia e denuncia i veri colpevoli. Inseguito da un criminale in cerca di vendetta, Steve scappa con la donna che ha appena sposato.